# Во имя народа
«Во имя народа» или «Именем народа» (Жэньминь дэ мини, кит. упр. 人民的名义, пиньинь Rénmín de míngyì, англ. In the Name of the People) — китайский телевизионный сериал, экранизация одноимённого романа Чжоу Мэйсэня по адаптированному для телевидения сценарию. Бюджет сериала составил около 120 млн юаней, производство заняло почти два года. Согласно рейтингу CCTV, в 2017 году «Именем народа» стал самым популярным телесериалом в КНР за текущее десятилетие.

## Сюжет
Действие сериала происходит в вымышленном городе Цзинчжоу (京州市) вымышленной провинции Ханьдун (汉东省). В центре сюжета — антикоррупционная деятельность прокурора Хоу Лянпина и интриги местных политических кругов.

## В ролях
- Лу И — Хоу Лянпин (侯亮平)
- Чжан Фэнъи — Ша Жуйцзинь (沙瑞金)
- У Ган — Ли Дакан (李达康)
- Чжан Чжицзянь (张志坚) — Гао Юйлян (高育良)
- Сюй Яцзюнь (许亚军) — Ци Тунвэй (祁同伟)
- Кэ Лань (柯蓝) — Лу Икэ (陆亦可)

и другие